# Lara Croft Tomb Raider: Kolebka życia
Lara Croft: Tomb Raider: Kolebka życia – amerykański film akcji powstały na podstawie gry komputerowej Tomb Raider.
Produkcję nominowano w 2004 do nagrody Saturna dla najlepszego filmu science-fiction. Angelina Jolie, odtwórczyni roli tytułowej, w tym samym roku otrzymała nominację do Złotej Maliny dla najgorszej aktorki.

## Fabuła
W „kolebce życia”, znajdującej się w afrykańskiej dżungli, umieszczona jest mityczna puszka Pandory, w której wnętrzu czają się niebezpieczne dla ludzkości siły. Archeolożka Lara Croft dostaje zlecenie odnalezienia naczynia, zanim trafi ono do niepowołanych rąk Jonathana Reissa, specjalizującego się w broni biologicznej laureata Nagrody Nobla, które chce wykorzystać moc tkwiącą w Puszce Pandory do produkcji śmiercionośnych środków rażenia.
Lara znajduje w świątyni zatopionej u wybrzeży Grecji mapę, pozwalającą na dotarcie do legendarnego przedmiotu. Mapa zostaje przejęta przez szefa chińskiej mafii Chena Lo i trafia do rąk Reissa. Lara wraz ze skazańcem, byłym członkiem mafii Chena Lo-Terrym Sheridanem musi odebrać Chińczykom mapę i dotrzeć do „kolebki życia” przed Reissem.
Lara dociera do Kolebki Życia, gdzie wspólnie z Terrym zabija Reissa, po czym zabija Terry’ego, który próbował zabrać puszkę Pandory.

## Produkcja

### Przygotowania
W czerwcu 2001 przedstawiciele wytwórni Paramount Pictures potwierdzili przygotowanie drugiej części filmu. Niedługo później rozpoczęto prace nad scenariuszem sequela, a jej zakończenie potwierdził w październiku producent Larry Gordon.
W maju 2002 spekulowano, że reżyserem filmu będzie Jan de Bont, co miesiąc później potwierdzono. W lipcu potwierdzono, że scenariusz filmu będzie dotyczył walki Lary Croft z chińskim syndykatem na czele z mistrzem zła Chen Lo.

### Obsada
W sierpniu 2001 Angelina Jolie potwierdziła, że ponownie wcieli się w postać Larę Croft. Aktorka jeszcze przed rozpoczęciem pracy nad pierwszą częścią filmu podpisała kontrakt na udział w kolejnej odsłonie produkcji. Podobny kontrakt zawarł z twórcami Daniel Craig, jednak odgrywana przez niego postać Alexa Westa nie pojawiła się w końcowym scenariuszu. W kwietniu 2002 pojawiły się doniesienia, jakoby wytwórnia miała prowadzić negocjacje w sprawie zagrania Lary Croft z Kelly Brook. Ostatecznie główną rolę ponownie zagrała Jolie. W sierpniu 2002 ogłoszono, że w obsadzie filmu pojawi się Djimon Hounsou, który wcieli się w masajskiego wojownika pomagającego Larze Croft w walce z Chen Lo.

### Zdjęcia
Prace nad filmem były opóźnione z powodu niechęci członków ekipy filmowej oraz aktorów do pracy poza granicami Stanów Zjednoczonych w obawie przed zestrzeleniem ich samolotu przez terrorystów. Najpewniej związane było to z zamachem terrorystycznym z 11 września 2001. W lutym 2002 nieoficjalnie podano, że wytwórnia zatrudniła dwóch scenarzystów mających tworzyć dwie różne fabuły filmu. Plan zdjęciowy ruszył w sierpniu 2002, niedługo po zakończeniu nagrań filmu Śmierć nadejdzie jutro, odbywających się w halach Pinewood Studios, gdzie ponownie nakręcono przygody Lary Croft.

### Plenery
Zdjęcia do filmu kręcono ostatecznie w następujących lokacjach:
- Wielka Brytania
  - Anglia – Hatfield House (hrabstwo Hertfordshire), Pinewood Studios;
  - Walia – góry Snowdonia (hrabstwo Gwynedd);
- Grecja – Santorini;
- Kenia – Nairobi, Great Rift Valley, Park Narodowy Amboseli, Park Narodowy Hell's Gate;
- Tanzania – wulkan Ol Doinyo Lengai;
- Hongkong[12][13].

### Premiera
W lutym 2002 wyrażono chęć wydania sequela w czerwcu 2003. W kwietniu 2003 ujawniono oficjalny plakat promujący film. W maju opublikowano zwiastun produkcji.